# Centrum Edukacji Nauczycieli w Białymstoku
Centrum Edukacji Nauczycieli w Białymstoku (CEN w Białymstoku) – zespół publicznych placówek oświatowych, w skład którego wchodzą Ośrodek Doskonalenia Nauczycieli w Białymstoku oraz Biblioteka Pedagogiczna w Białymstoku.
Placówkę prowadzi Samorząd Województwa Podlaskiego, a nadzór pedagogiczny sprawuje Podlaski Kurator Oświaty.
W roku 2022 instytucja została uhonorowana certyfikatem Pracodawca Przyjazny Pracownikom. Posiada tytuł Regionalnego Centrum Innowacji Microsoft.
Placówka działa na obszarze województwa podlaskiego, w tym miasta Białegostoku oraz powiatów: białostockiego, bielskiego, hajnowskiego, monieckiego, siemiatyckiego, sokólskiego.

## Ośrodek Doskonalenia Nauczycieli w Białymstoku

### Zadania i formy działalności
Ośrodek Doskonalenia Nauczycieli w Białymstoku posiada akredytację Podlaskiego Kuratora Oświaty.
Realizuje zadania obowiązkowe i dodatkowe zapisane w statucie placówki oraz zlecone przez organ prowadzący. Do statutowych zadań należy m.in.:
- organizacja, prowadzenie doskonalenia i dokształcania pracowników oświaty,
- doradztwo merytoryczne i metodyczne,
- prowadzenie działalności wydawniczej,
- prowadzenie kursów kwalifikacyjnych,
- współpraca z innymi placówkami.

Zadania realizowane są przez formy działalności takie jak:
- wspomaganie szkół/placówek oświatowych,
- sieci współpracy i samokształcenia dla nauczycieli i dyrektorów,
- konferencje, seminaria, kursy doskonalące, warsztaty, webinaria,
- szkolenia członków rad pedagogicznych, zespołów przedmiotowych/problemowych,
- konsultacje indywidualne,
- inne formy doskonalenia (w tym: lekcje otwarte, konkursy, projekty edukacyjne, wizyty studyjne, zajęcia otwarte).

W placówce funkcjonuje Podlaska Platforma Edukacyjna, której głównym celem jest tworzenie i rozwijanie zasobów edukacyjnych.

### Działalność wydawnicza
Publikacje wydawane są w wersji drukowanej i cyfrowej. W latach 1960–2020 wydano ok. 200 pozycji zwartych zawierających głównie pomoce metodyczne, jak też materiały o tematyce regionalnej i historii podlaskiej oświaty. Od roku 1993 do 1998 ukazywał się miesięcznik Białostocki Biuletyn Oświatowy, a w latach 2000–2011 dwumiesięcznik Aspekty.
Od roku 2015 poszerzono formę edycji o materiały elektroniczne. Artykuły zaczęto publikować w portalu Podlaska Platforma Edukacyjna, a wydawnictwa zwarte na stronie internetowej placówki.  Do nauczycieli bibliotekarzy szkolnych jest adresowany portal Bibserwis Bibliotek Szkolnych Podlasia.

### Współpraca z instytucjami, stowarzyszeniami
Ośrodek współpracuje z ogólnopolskimi stowarzyszeniami i fundacjami:
- Fundacją Rozwoju Systemu Edukacji (prowadzimy Regionalny Punkt Informacyjny)[8],
- Towarzystwem Upowszechniania Wiedzy i Nauk Matematycznych (jesteśmy regionalnym organizatorem Międzynarodowego Konkursu Matematycznego „Kangur”)[9],
- Regionalnym Stowarzyszeniem Oświatowym „KAGANEK” w Bielsku-Białej i Regionalnym Ośrodkiem Doskonalenia Nauczycieli „WOM” w Bielsku-Białej (jesteśmy regionalnym organizatorem Ogólnopolskiego Konkursu z Języka Angielskiego „Fox”)[10].

Na poziomie regionalnym Ośrodek współpracuje m.in. z: Uniwersytetem w Białymstoku, Muzeum Pamięci Sybiru, Instytutem Pamięci Narodowej, NSZZ „Solidarność”, Wojewódzkim Urzędem Pracy, Wojewódzką Stacją Sanitarno-Epidemiologiczną w Białymstoku, Regionalną Dyrekcją Lasów Państwowych w Białymstoku, firmą Photon Sp. z o.o.

### Historia
Ośrodek kontynuuje wieloletnią tradycję wojewódzkich placówek doskonalenia nauczycieli, struktura których przez lata ulegała licznym przekształceniom.
- Okręgowy Ośrodek Dydaktyczno-Naukowy (1948–1951)
- Wojewódzki Ośrodek Doskonalenia Kadr Oświatowych (1951–1958)
- Powiatowe i Wojewódzkie Ogniska Metodyczne (1958–1960)
- Okręgowy Ośrodek Metodyczny (1960–1972)
- Instytut Kształcenia Nauczycieli i Badań Oświatowych (1973–1989)
- Centrum Doskonalenia Nauczycieli Oddział w Białymstoku (1989–1991)
- Wojewódzki Ośrodek Metodyczny (1991–1992)
- Zespół Placówek Doskonalenia Nauczycieli (1993–1998)
- Wojewódzki Ośrodek Metodyczny (1998–1999)
- Ośrodek Doskonalenia Nauczycieli (2000–2001)
- Ośrodek Doskonalenia Nauczycieli w Białymstoku w Centrum Edukacji Nauczycieli w Białymstoku (2002–)

## Biblioteka Pedagogiczna w Białymstoku

### Zadania
Do statutowych zadań obowiązkowych biblioteki należy m.in.:
- gromadzenie, opracowywanie, ochrona, przechowywanie i udostępnianie użytkownikom zbiorów bibliotecznych,
- prowadzenie działalności informacyjnej i bibliograficznej,
- inspirowanie i promowanie edukacji czytelniczej i medialnej (akcje czytelnicze, gry literackie, konkursy, projekty, spotkania autorskie, zajęcia edukacyjne).

### Zasoby i warsztat informacyjny
Biblioteka oferuje dostęp do literatury z zakresu pedagogiki, psychologii, socjologii, opieki i pomocy społecznej, historii i literatury dotyczącej naszego regionu. Zasoby można przeszukiwać za pomocą katalogu komputerowego Prolib. Czytelnicy mogą korzystać z zasobów czytelni, wypożyczalni oraz zbiorów specjalnych (kasety i płyty audio i wideo, gry oraz komputerowe programy multimedialne).
Biblioteka posiada dostęp do ogólnopolskiej bazy tekstowej Ibuk Libra PWNoraz do cyfrowej wypożyczalni międzybibliotecznej Academica. Biblioteka wchodzi w skład Konsorcjum Bibliotek Naukowych Miasta Białegostoku, które współtworzą Podlaską Bibliotekę Cyfrową.
W bibliotece funkcjonuje Medioteka Języka Niemieckiego pod auspicjami Goethe-Institut w Warszawie.

### Promocja czytelnictwa
Organizowane są cykliczne masowe akcje czytelnicze o zasięgu miejskim i regionalnym. Wydarzenia aktualne to: Czytanie ma głos! (od 2021 roku), Narodowe Czytanie (od 2018 roku), Noc bibliotek (od 2019 roku), Ogólnopolskie Czytanie Jeżycjady (od 2019 roku), Rozczytane Podlaskie (od 2021 roku), Miesiąc z Biblioterapią (od 2022 roku), Na Pograniczu Kultur (od 2015 roku), Ogólnopolski Dzień Biblioterapii(od 2020 roku). Wydarzenia zakończone to: Białostocki Tydzień Czytania Dzieciom (2012–2019), Czytam, więc wiem (2012–2014) i Międzynarodowy Miesiąc Bibliotek Szkolnych (2009–2018).  
Prowadzone są projekty wieloletnie: Galeria na Złotej (od 2018 roku), Podlaskie Spotkania z Pisarzami (od 2010 roku).

### Historia
Początki Biblioteki Pedagogicznej CEN w Białymstoku sięgają lat 1944–1945. W tym czasie Kuratorium Okręgu Szkolnego Białostockiego podjęło starania o zorganizowanie biblioteki dla nauczycieli – powstała Kuratoryjna Biblioteka Okręgowa w Białymstoku. Przez 80 lat placówka zmieniała swoją strukturę, nazwę i siedzibę.
- Kuratoryjna Biblioteka Pedagogiczna (1944–1944)
- Centralna Biblioteka Pedagogiczna (1946–1950)
- Pedagogiczna Biblioteka Wojewódzka (1951–1975; powstają pierwsze filie biblioteki w powiatach)
- Pedagogiczna Biblioteka Wojewódzka (1975–1992; od 1979 roku PBW im. Władysława Spasowskiego)
- Zespół Placówek Doskonalenia Nauczycieli (1993–1998)
- Pedagogiczna Biblioteka Wojewódzka im. Władysława Spasowskiego (1998–1999)
- Biblioteka Pedagogiczna w Białymstoku (2000–2001)
- Centrum Edukacji Nauczycieli (2002–)

Od 2004 roku nastąpiła stopniowa likwidacja filii bibliotecznych w Łapach, Dąbrowie Białostockiej, Mońkach, Siemiatyczach, Hajnówce, Sokółce, Bielsku Podlaskim.